# Stuart Paton

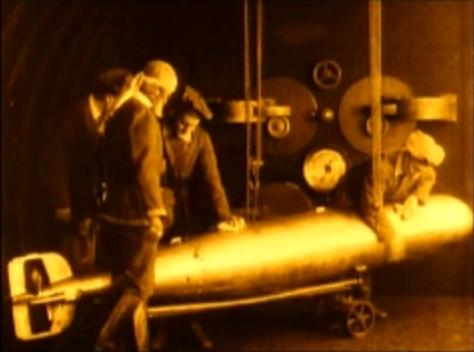
Imagem do Nautilus, no filme 20.000 Leagues Under the Sea (1916)

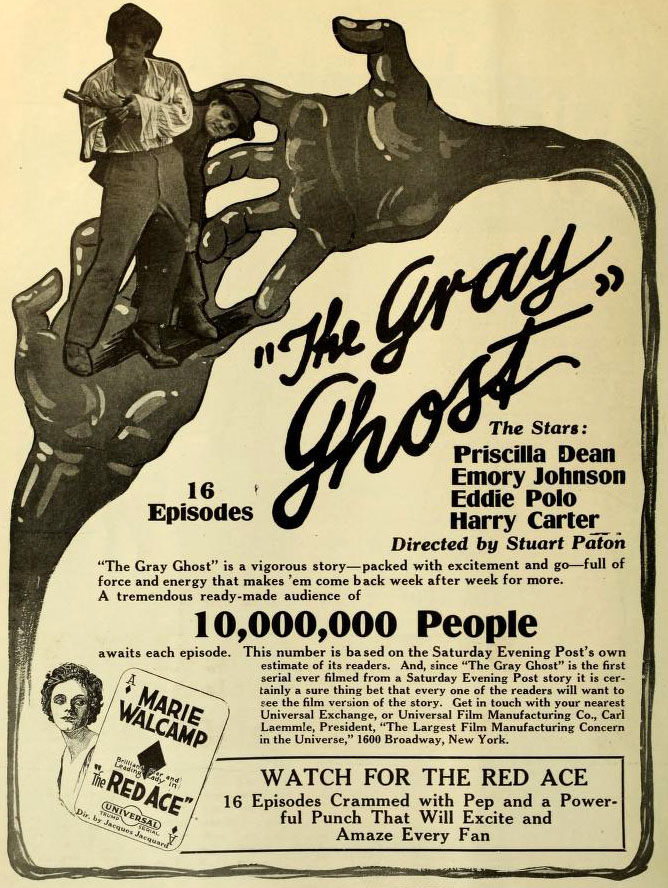
Anúncio do seriado The Gray Ghost (1917), dirigido e roteirizado por Paton.

Stuart Paton (23 de julho de 1883 – 16 de dezembro de 1944) foi um cineasta, roteirista e ator de cinema nascido na Escócia porém radicado nos Estados Unidos, que atuou na era do cinema mudo. Dirigiu 67 filmes entre 1915 e 1938, e escreveu 24 roteiros entre 1914 e 1927. Além de dirigir e roteirizar, Paton também atuou em 7 e produziu 4 filmes.

## Biografia
Paton nasceu em Glasgow, Escócia , mas integrou-se à indústria do cinema estadunidense. Em 1914, iniciou sua vida cinematográfica como ator, no curta-metragem The Touch of a Child, produzido por Carl Laemmle para a Independent Moving Pictures Company. Teve mais sucesso, no entanto, quando passou a trabalhar atrás das câmeras, e em 1915 dirigiu e roteirizou o curta-metragem A Gentleman of Art, também para a Independent Moving. Passou a escrever roteiros, como é o exemplo de The Mark of Cain, que roteirizou para a Universal Pictures em 1916.
Em 1916, ele co-produziu, dirigiu e roteirizou a primeira versão longa metragem do clássico de Julio Verne, 20.000 Leagues Under the Sea, que foi na época um sucesso, garantindo a partir de então o sucesso de Paton como diretor.
Paton dirigiu principalmente seriados e filmes B, para companhias cinematográficas menores e independentes, pertencentes ao Poverty Row. A Harry Webb Productions, por exemplo, que fazia parte do Poverty Row, produziu em 1931 o seriado The Mystery Trooper (relançado em 1935 pela Guaranteed Productions), dirigido por Paton.
Paton adoeceu, retirou-se do cinema em 1937, e morreu na Motion Picture Country Home, em Woodland Hills, Los Angeles, sendo cremado na Chapel of the Pines Crematory.

## Filmografia parcial
- The Mark of Cain (1916)
- 20,000 Leagues Under the Sea (1916)
- The Voice on the Wire (1917)
- The Gray Ghost (1917)
- Terror of the Range (1919)
- The Devil's Trail (1919)
- The Fatal Sign (1920)
- The Hope Diamond Mystery (1921)
- Man to Man (1922)
- The Night Hawk (1924)
- Chinatown After Dark (1931)
- The Mystery Trooper (1931)
- The Alamo (1936)

## Stuart Paton Productions
Paton teve sua própria companhia cinematográfica, a Stuart Paton Productions, que produziu um único filme, o western The Lady From Hell (no Brasil, A Mulher do Inferno), em 1926, que ele mesmo dirigiu.